# Championnats du monde de cyclo-cross 2021
Navigation
Édition précédente Édition suivante
Les championnats du monde de cyclo-cross 2021, soixante-douzième édition des championnats du monde de cyclo-cross, se déroulent les 30 et 31 janvier 2021 à Ostende en Belgique.
En raison de la pandémie de Covid-19, cette édition se déroule à huis clos, sans spectateurs le long du parcours. Le 15 janvier 2021, l'UCI annonce l'annulation des épreuves juniors,.

## Organisation
Les championnats du monde sont organisés sous l'égide de l'Union cycliste internationale. C'est la dixième fois que l'épreuve est organisée en Belgique, la dernière édition remontant à 2016, mais la première à Ostende.

## Parcours
Les courses reprennent une partie du tracé utilisé lors des championnats de Belgique de cyclo-cross en 2017, autour de l'hippodrome de Wellington. Le parcours de 2900 mètres est divisé en trois parties : la plage, le pont au-dessus des voies du tramway et son inclinaison de 21%, et l'hippodrome de Wellington avec sa piste herbeuse et en mâchefer. Les passages dans le sable représentent environ un cinquième du parcours (565 mètres).

## Programme
Les horaires de course sont donnés en heure locale.
| Samedi 30 janvier - 13 h 30 : Hommes Moins de 23 ans - 15 h 10 : Femmes élites | Dimanche 31 janvier - 13 h 30 : Femmes Moins de 23 ans - 15 h 10 : Hommes élites |

## Favoris
Les deux grands favoris pour la course élite masculine sont les triples champion du monde Mathieu van der Poel et Wout van Aert, lauréats de tous les titres depuis 2015. Deuxième en 2020, le Britannique Tom Pidcock est considéré comme le principal adversaire du duo. Les Belges Toon Aerts, Eli Iserbyt, Laurens Sweeck et Michael Vanthourenhout sont également cités pour la course aux médailles.
Chez les femmes, les Néerlandaises sont les favorites avec Lucinda Brand (trois victoires en Coupe du monde, ainsi que le général), Denise Betsema (une victoire) et Ceylin  Alvarado (une victoire). L’Américaine Clara Honsinger (deux podiums en Coupe du monde) et la Belge Sanne Cant (triple championne du monde) sont également candidates à la victoire.
En ce qui concerne les espoirs hommes (moins de 23 ans), le Néerlandais Ryan Kamp  champion du monde et d'Europe en titre dans la catégorie est le principal prétendant au titre. Ses principaux concurrents sont les Britanniques Thomas Mein et Cameron Mason, ainsi que le Néerlandais Mees Hendrikx.
Pour les espoirs femmes, la course s'annonce ouverte. Les favorites au titre sont la Hongroise Blanka Kata Vas, la Britannique Anna Kay, ainsi que les Néerlandaises Puck Pieterse (championne d'Europe espoirs), Manon Bakker et Fem van Empel.

## Résultats

### Hommes
| Épreuves        | Or                   | Argent        | Bronze       |
| --------------- | -------------------- | ------------- | ------------ |
| Élites          | Mathieu van der Poel | Wout van Aert | Toon Aerts   |
| Moins de 23 ans | Pim Ronhaar          | Ryan Kamp     | Timo Kielich |

### Femmes
| Épreuves        | Or            | Argent           | Bronze          |
| --------------- | ------------- | ---------------- | --------------- |
| Élites          | Lucinda Brand | Annemarie Worst  | Denise Betsema  |
| Moins de 23 ans | Fem van Empel | Aniek van Alphen | Blanka Kata Vas |

## Classements

### Course masculine
| Pos                                | Cycliste               | Pays        | Temps       |
| ---------------------------------- | ---------------------- | ----------- | ----------- |
|                                    | Mathieu van der Poel   | Pays-Bas    | 58 min 57 s |
| Médaille d'argent, Coupe du Monde  | Wout van Aert          | Belgique    | +37 s       |
| Médaille de bronze, Coupe du Monde | Toon Aerts             | Belgique    | +1 min 24 s |
| 4.                                 | Tom Pidcock            | Royaume-Uni | +1 min 37 s |
| 5.                                 | Laurens Sweeck         | Belgique    | +2 min 5 s  |
| 6.                                 | Michael Vanthourenhout | Belgique    | +2 min 14 s |
| 7.                                 | Eli Iserbyt            | Belgique    | +2 min 18 s |
| 8.                                 | Quinten Hermans        | Belgique    | +2 min 23 s |
| 9.                                 | Lars van der Haar      | Pays-Bas    | +2 min 41 s |
| 10.                                | Joris Nieuwenhuis      | Pays-Bas    | +3 min 15 s |
| 11.                                | Corné van Kessel       | Pays-Bas    | +4 min 9 s  |
| 12.                                | Gianni Vermeersch      | Belgique    | +4 min 21 s |
| 13.                                | Kevin Kuhn             | Suisse      | +4 min 29 s |
| 14.                                | Daan Soete             | Belgique    | +4 min 57 s |
| 15.                                | Yan Gras               | France      | +5 min 11 s |
| 16.                                | Joshua Dubau           | France      | +5 min 28 s |
| 17.                                | Tim Merlier            | Belgique    | +5 min 34 s |
| 18.                                | Zdeněk Štybar          | Tchéquie    | +5 min 42 s |
| 19.                                | Timon Rüegg            | Suisse      | +5 min 50 s |
| 20.                                | Curtis White           | États-Unis  | +6 min 33 s |

### Course masculine des moins de 23 ans
| Pos                                | Cycliste         | Pays        | Temps       |
| ---------------------------------- | ---------------- | ----------- | ----------- |
|                                    | Pim Ronhaar      | Pays-Bas    | 49 min 47 s |
| Médaille d'argent, Coupe du Monde  | Ryan Kamp        | Pays-Bas    | +8 s        |
| Médaille de bronze, Coupe du Monde | Timo Kielich     | Belgique    | +14 s       |
| 4.                                 | Emiel Verstrynge | Belgique    | +19 s       |
| 5.                                 | Toon Vandebosch  | Belgique    | +21 s       |
| 6.                                 | Mees Hendrikx    | Pays-Bas    | +33 s       |
| 7.                                 | Anton Ferdinande | Belgique    | +55 s       |
| 8.                                 | Niels Vandeputte | Belgique    | +1 min 1 s  |
| 9.                                 | Ben Turner       | Royaume-Uni | +1 min 20 s |
| 10.                                | Tim van Dijke    | Pays-Bas    | +1 min 21 s |

### Course féminine
| Pos                                | Cycliste          | Pays        | Temps       |
| ---------------------------------- | ----------------- | ----------- | ----------- |
|                                    | Lucinda Brand     | Pays-Bas    | 46 min 53 s |
| Médaille d'argent, Coupe du Monde  | Annemarie Worst   | Pays-Bas    | +8 s        |
| Médaille de bronze, Coupe du Monde | Denise Betsema    | Pays-Bas    | +19 s       |
| 4.                                 | Clara Honsinger   | États-Unis  | +52 s       |
| 5.                                 | Yara Kastelijn    | Pays-Bas    | +1 min 4 s  |
| 6.                                 | Ceylin Alvarado   | Pays-Bas    | +1 min 12 s |
| 7.                                 | Evie Richards     | Royaume-Uni | +1 min 13 s |
| 8.                                 | Sanne Cant        | Belgique    | +1 min 43 s |
| 9.                                 | Elisabeth Brandau | Allemagne   | +2 min 7 s  |
| 10.                                | Christine Majerus | Luxembourg  | +2 min 8 s  |

### Course féminine des moins de 23 ans
| Pos                                | Cycliste                 | Pays        | Temps       |
| ---------------------------------- | ------------------------ | ----------- | ----------- |
|                                    | Fem van Empel            | Pays-Bas    | 36 min 59 s |
| Médaille d'argent, Coupe du Monde  | Aniek van Alphen         | Pays-Bas    | +3 s        |
| Médaille de bronze, Coupe du Monde | Blanka Kata Vas          | Hongrie     | +9 s        |
| 4.                                 | Inge van der Heijden     | Pays-Bas    | +27 s       |
| 5.                                 | Francesca Baroni         | Italie      | +54 s       |
| 6.                                 | Puck Pieterse            | Pays-Bas    | +56 s       |
| 7.                                 | Manon Bakker             | Pays-Bas    | +1 min 4 s  |
| 8.                                 | Anna Kay                 | Royaume-Uni | +1 min 10 s |
| 9.                                 | Marthe Truyen            | Belgique    | +1 min 53 s |
| 10.                                | Marion Norbert-Riberolle | France      | +2 min 11 s |

## Tableau des médailles
| Rang  | Nation   | Or | Argent | Bronze | Total |
| ----- | -------- | -- | ------ | ------ | ----- |
| 1     | Pays-Bas | 4  | 3      | 1      | 8     |
| 2     | Belgique | 0  | 1      | 2      | 3     |
| 3     | Hongrie  | 0  | 0      | 1      | 1     |
| Total | Total    | 4  | 4      | 4      | 12    |